# Ramiz Bašić
Ramiz Bašić (ur. 20 lutego 1953 w Plavie w Czarnogórze) – czarnogórski dyplomata. Od 29 czerwca 2012 akredytowany jako ambasador nadzwyczajny i pełnomocny Czarnogóry w Rzeczypospolitej Polskiej.
Ukończył studia na Wydziale Prawa. Żonaty, ma dwóch synów.

## Kariera zawodowa
- 1978‑1979 – staż w Federalnym Sekretariacie Spraw Zagranicznych Federacyjnej Republiki Jugosławii
- 1979‑1980 – pracuje w Drugim Departamencie Politycznym MSZ Jugosławii
- 1980‑1983 – pracuje w Wydziale ds. Niemiec, Austrii i państw skandynawskich w MSZ
- 1983‑1987 – trzeci sekretarz w Moskwie
- 1987‑1991 – doradca ds. ZSRR w MSZ
- 1991‑1996 – pierwszy sekretarz w Ambasadzie Jugosławii w Warszawie
- 1996‑2000 – zastępca szefa Departamentu ds. Rosji i państw WNP
- 2000‑2001 – dyrektor w Dyrekcji ds. Europy Środkowej i Wschodniej w MSZ Jugosławii
- 2001‑2004 – doradca ministra spraw zagranicznych Czarnogóry
- 2003‑2004 – pierwszy dyrektor Akademii Dyplomatycznej im. Gavro Vukovicia w Podgoricy
- 2004‑2006 – ambasador Unii Serbii i Czarnogóry w Polsce i na Litwie
- 2006‑2010 – ambasador w Bośni i Hercegowinie
- 2010‑2012 – dyrektor generalny.

## Odznaczenia
- Krzyż Komandorski Orderu Zasługi Rzeczypospolitej Polskiej (2016)[1],